# Mikhal Dekel
Mikhal Dekel (geboren 1965 in Haifa) ist eine israelisch-US-amerikanische Literaturwissenschaftlerin.

## Leben
Mikhal Dekel ist eine Tochter von Hannan und Zipora Dekel. Ihr Vater Hannan Dekel (Teitel) ist ein Überlebender des Holocaust, er wurde während des Zweiten Weltkriegs in einer Rettungsaktion für jüdische polnische Kinder nach Teheran evakuiert.
Dekel leistete ihren Wehrdienst in der israelischen Armee und absolvierte eine juristische Ausbildung zum LL. B. an der Universität Tel Aviv und bei der israelischen Generalstaatsanwaltschaft. Dekel wurde Mitglied der Israel Bar Association.
Dekel zog dann in die USA und studierte Literaturwissenschaften am City College of New York (CCNY). Sie wurde 2006 an der Columbia University promoviert. Dekel lehrt, auch als Lehrstuhlvertreterin, am CCNY. Sie veröffentlichte mehrere Zeitschriftenaufsätze unter anderem zu den Hebräisch-Übersetzungen der Werke von George Eliot. Sie schrieb 2019 eine Untersuchung über den Fluchtweg ihres Vaters und die Teheran-Kinder.

## Schriften (Auswahl)
- The Universal Jew: Masculinity, Modernity and the Zionist Moment. Evanston, Ill. : Northwestern University Press, 2010. Ph. D. Columbia University 2006
- Oedipus be-Kishinev. hebräisch. (Ödipus in Kischinew).
- Tehran children : a Holocaust refugee odyssey. New York : W.W. Norton, 2019
  - Die Kinder von Teheran : Eine lange Flucht vor dem Holocaust. Übersetzung Tobias Gabel. Nachwort Aleida Assmann. Darmstadt : wbg Theiss, 2021